# Felice Nazzaro
Felice Nazzaro, född 4 december 1881 i Turin, död 21 mars 1940 i Turin, var en italiensk racerförare. 
Nazzaro började sin karriär hos Fiat som mekaniker i mitten av 1890-talet. Senare blev han en av företagets mest framgångsrike förare. Under säsongen 1907 vann han Frankrikes Grand Prix, Targa Florio och Kaiserpreis. 
Mellan 1911 och 1916 tillverkade Nazzaro bilar under eget namn. Därefter gick han tillbaka till Fiat där han stannade fram till sin död.